# Willem van Aelst

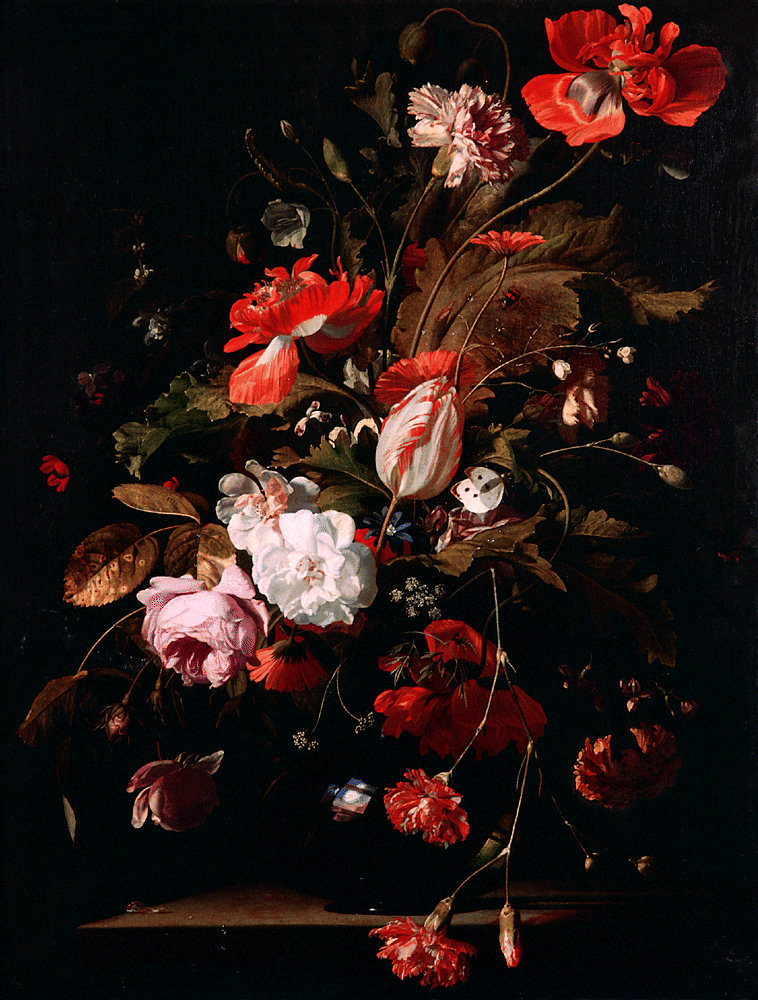
Willem van Aelst, "Stilleben med blommor" (1665)

Willem van Aelst, född 1625 i Delft och död i Amsterdam omkring 1683 var en holländsk konstnär.
Willem van Aelst var brorson och elev till konstnären Evert van Aelst. Han var 1645-1656 verksam i Frankrike och 
Italien. I Italien arbetade han åt storhertigen av Toscana. Där umgicks han med Otto Marseus van Schrieck som influerade hans måleri.
Hans sätt att måla blomsterstilleben är framförallt påverkad av Jan Davidszoon de Heem. van Aelst målade även andra sorters stilleben, exempelvis jakt-parafernalia. På en del av van Aelst målningar framstår i dag bladverken som blå. Det beror på att van Aelst använde sig av en teknik där han först målade bladen blå och sedan la på tunna lasyrer för att få dom gröna. Dessa lasyrer har ibland slitits bort med tiden. 

Willem van Aelst hade som målare stor ekonomisk famgång. Han skall ha ägt ett hus på Prinsengracht i Amsterdam, vilket även då var en mycket fin adress. van Aelst var lärare åt Rachel Ruysch. Han finns representerad vid bland annat Göteborgs konstmuseum och Nationalmuseum i Stockholm.

## Galleri (i urval)

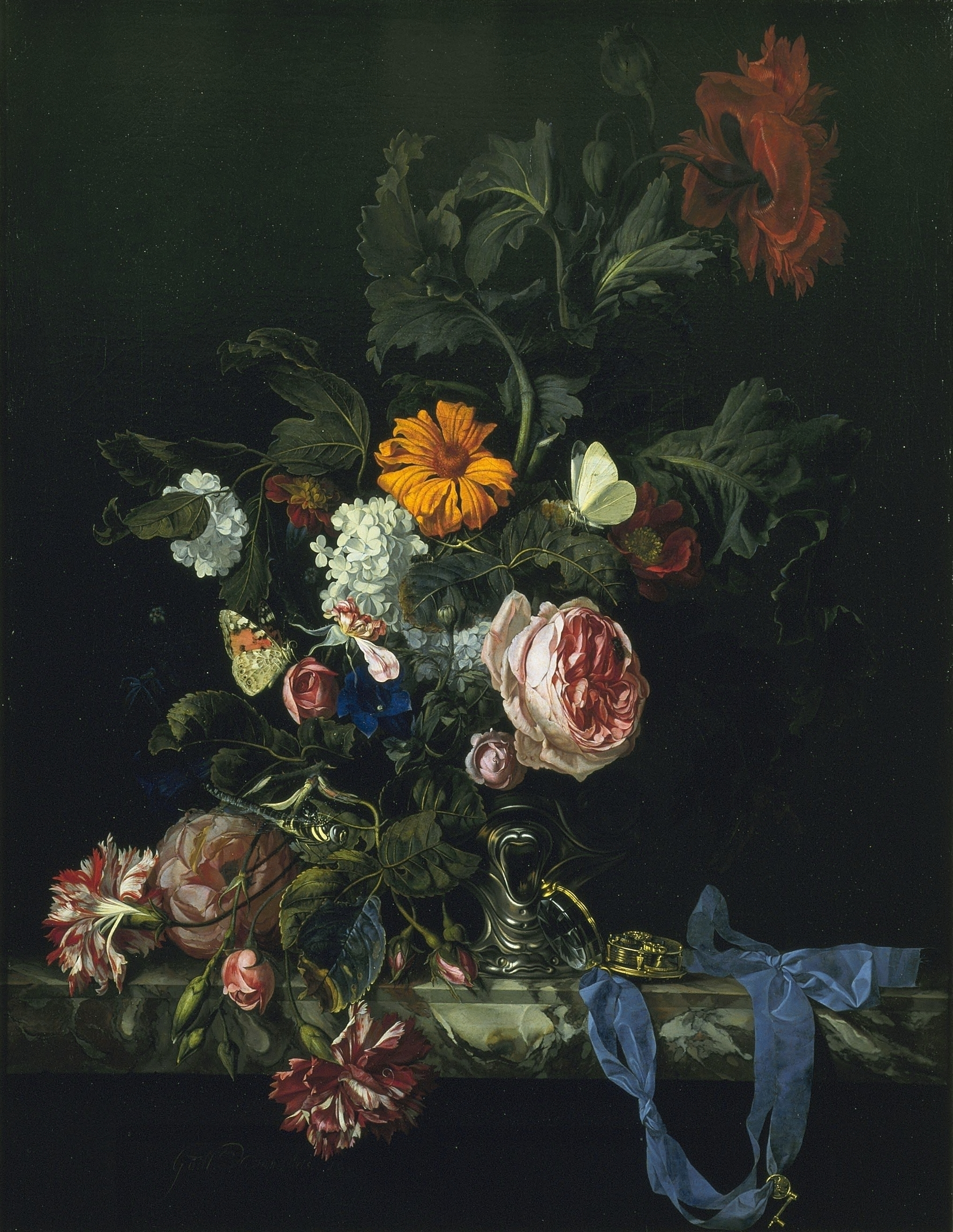
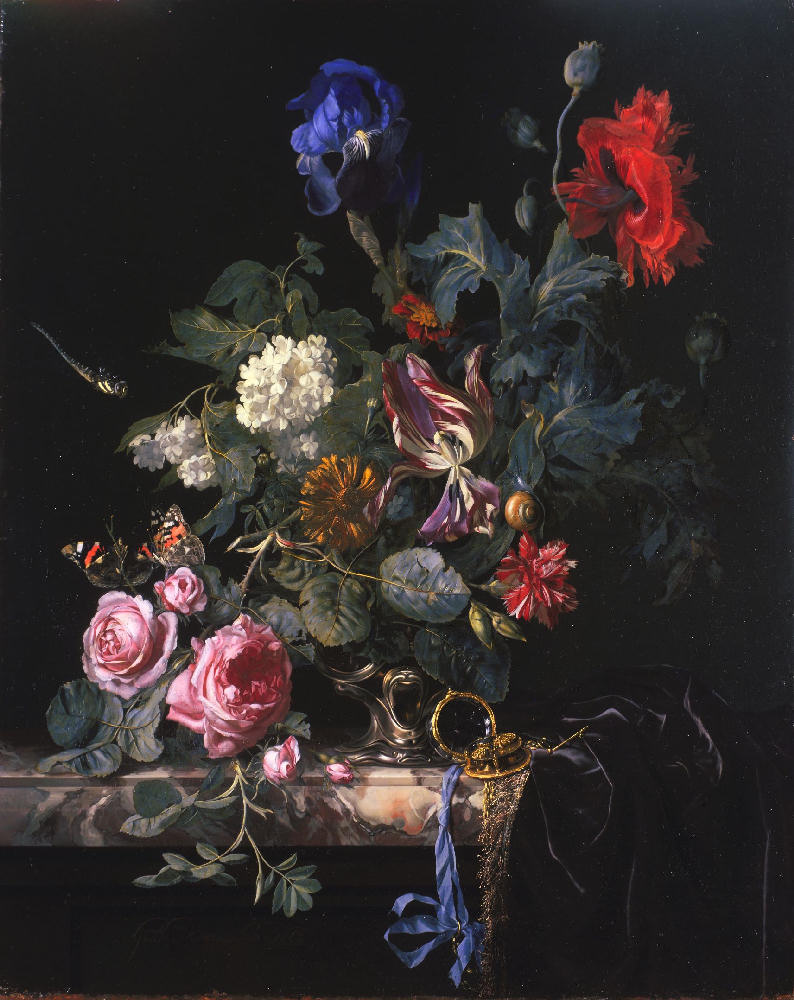
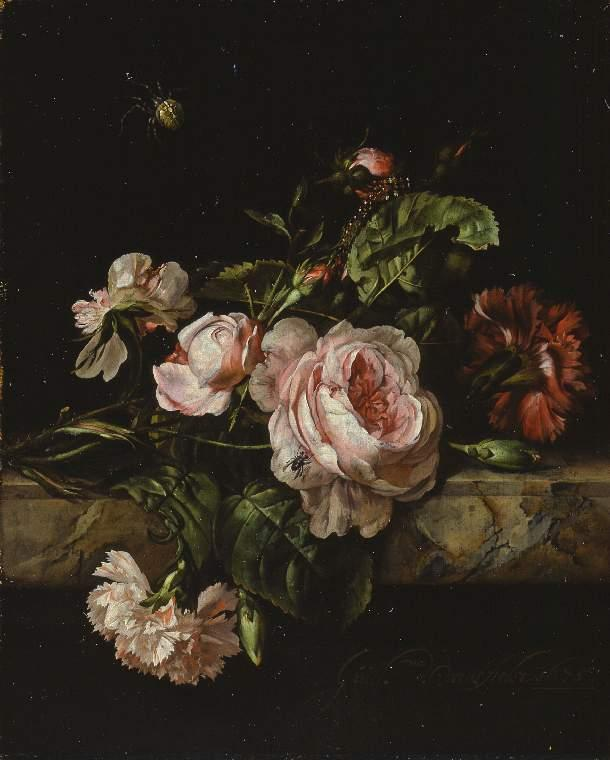
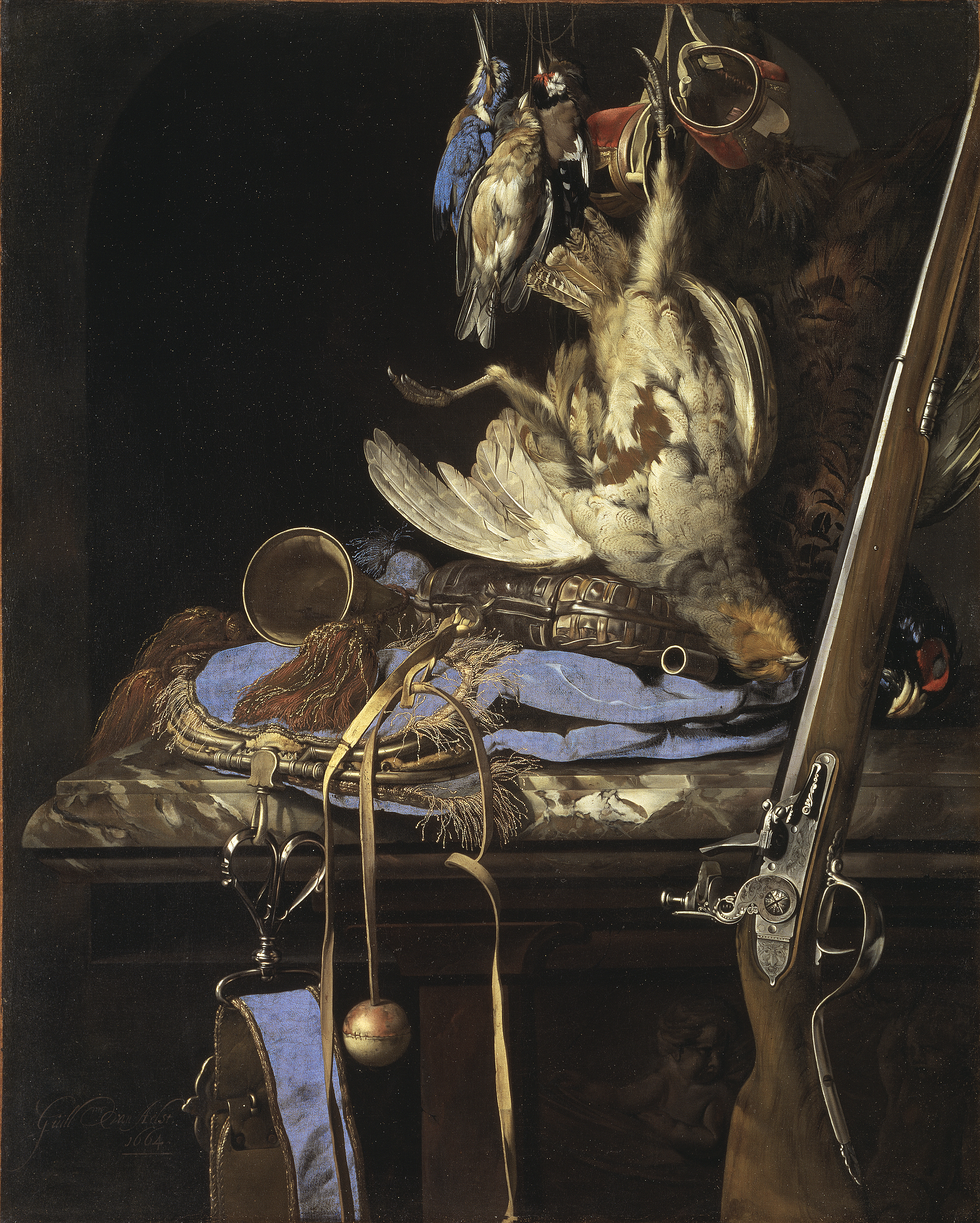